# Club Patín Tenerife
El Club Patín Tenerife fou un club esportiu de Santa Cruz de Tenerife dedicat a la pràctica de l'hoquei sobre patins. L'any 2008 es va proclamar campió de la Copa de la CERS.
L'equip es va fundar l'any 1970 amb el nom de Patín Tenerife La Salle, en un projecte encapçalat per Antonio Miguel Gómez Hernández. La temporada 1981-82 va pujar per primera vegada a Divisió d'Honor però només hi va ser un any. El retorn a l'OK Lliga es va aconseguir la temporada 1997-98. En competicions europees, la temporada 2007-08 va guanyar la Copa de la CERS, i la temporada 2008-09 va debutar a la Lliga Europea.
El 16 d'agost de 2011, el club anuncià mitjançant un comunicat al seu web oficial que renunciava a competir a la Primera divisió estatal, després que hi descendís la temporada 2010-11, degut a dificultats per a assumir el pressupost necessari per a disputar la categoria de plata d'hoquei sobre patins espanyola. Aquest fet va comportar la desaparició del club canari després de 41 anys, en els que es va convertir en el màxim exponent esportiu de l'illa.

## Palmarès
- 1 Copa de la CERS (2007-08)[4]